# پاروومای
پاروومای (به بلغاری: Първомай) شهری در استان پلوودیو کشور بلغارستان است که جمعیت آن در سال ۲۰۰۱ میلادی ۱۵٬۲۶۶ نفر بوده‌است.